# Play (album de Jolin Tsai)
Albums de Jolin Tsai
Myself World Tour
(2013) Play World Tour
(2018)
Albums par Jolin Tsai
Muse
(2012) Ugly Beauty
(2018)
Play (chinois : 呸) est le treizième album studio de la chanteuse Jolin Tsai, sorti le 15 novembre 2014 sous le label Warner Music.

## Liste des titres
| No  | Titre                                                                         | Paroles       | Musique                                                                                             | Durée |
| --- | ----------------------------------------------------------------------------- | ------------- | --------------------------------------------------------------------------------------------------- | ----- |
| 1.  | Di Er Xing (第二性 / Gentlewomen)                                             | Cheer Chen    | Cheer Chen                                                                                          | 3:39  |
| 2.  | Play Wo Pei (Play 我呸 / Play)                                                | Li Gedi       | Alex Ni                                                                                             | 3:13  |
| 3.  | Mei Du Sha (美杜莎 / Medusa)                                                  | Yan Yunnong   | Emile Ghantous / Erik Nelson / Nasri Atweh / Lakesha Hinton                                         | 4:04  |
| 4.  | Chun Yu (唇語 / Lip Reading)                                                  | Liang Jinxing | Huang Sheng Feng                                                                                    | 3:39  |
| 5.  | I'm Not Yours (feat. Namie Amuro)                                             | Wyman Wong    | Jolin Tsai / Hayley Michelle Aitken / Olof Lindskog / Sten Iggy Strange Dahl                        | 3:41  |
| 6.  | Zi Ai Zi Shou (自愛自受 / I Love, I Embrace)                                  | Shiren Cheng  | William Wei                                                                                         | 3:55  |
| 7.  | Miss Trouble                                                                  | Ge Dawei      | Jolin Tsai / Hayley Michelle Aitken / Olof Lindskog / Sten Iggy Strange Dahl                        | 3:13  |
| 8.  | Dian Hua Huang Hou (電話皇后 / Phony Queen)                                   | Wyman Wong    | Dominik Rothert / Jason Worthy / Jessica Jean Pfeiffer / Alexander Krause                           | 2:58  |
| 9.  | Di San Ren Cheng (第三人稱 / The Third Person and I)                          | Tom Wang      | JJ Lin                                                                                              | 4:46  |
| 10. | Bu Yi Yang You Zen Me Yang (不一樣又怎樣 / We're All Different, Yet the Same) | Albert Leung  | Christoffer Thomas Viktor Vikberg / Hayley Michelle Aitken / Sten Iggy Strange Dahl / Johan Moraeus | 3:18  |